# ウォルターインターナショナル
ウォルターインターナショナル合同会社は、東京都渋谷区に本社を置く日本の企業。

## 概要
WEBサイトの企画・運営及び広告運営を行っている。

## 沿革
- 2013年10月 - WEBサイトの企画・運営を開始
- 2016年3月 - 広告運営事業を開始
- 2016年9月 - 「ぎぶさんの車購入ガイド」運営を開始
- 2021年6月 - ウォルターインターナショナル合同会社を設立
- 2021年6月 - 東京都渋谷区神宮前 桑野ビルに本店を置く

## 実績
- 「ぎぶさんの車購入ガイド」運営
- そんぽ24保険代理店のWEBサイト制作
- Yahooリスティング広告及びGoogle広告の運用